# St. Kilian (Orlach)

St. Kilian in Orlach (1907)

St. Kilian in Orlach, heute Ortsteil von Braunsbach im Landkreis Schwäbisch Hall, ist eine evangelische Pfarrkirche. Die Kirchengemeinde gehört zum Kirchenbezirk Schwäbisch Hall der Evangelischen Landeskirche in Württemberg.

## Beschreibung
Der aus dem 12. Jahrhundert stammende Kirchturm an der Südseite ist der älteste Teil, der ursprünglich mit Fresken verziert war, die bei einer Renovierung im Jahr 2002 wiederentdeckt wurden. Das Bauwerk ist im Untergeschoss noch romanisch mit Chörlein (Apsis-Erker). Im dritten Stock des Turms, der früher das Chorhaus der Kirche bildete, befinden sich vier Schallfenster, gekoppelt und mit Überfangbogen; die Teilungssäulchen wurden durch moderne Pfeiler ersetzt. Im Kirchenschiff befindet sich ein Taufständer am Altargitter.
Das Kirchenschiff stammt aus dem Jahr 1705. Erhalten geblieben sind aus dieser Zeit das barocke Kruzifix und eine Täuferfigur, ein silberner Leuchter und eine Darstellung des letzten Abendmahls Jesu.